# Компютърно устройство
Компютърно устройство (на английски: computer appliance) – наричано още компютърен уред, едноплатков компютър, или монолитен компютър – в общия случай представлява отделно и самостоятелно обособено хардуерно устройство, с фабрично-окомплектован и вграден софтуер под формата на фърмуер. Реализирано на постоянна памет (ROM /PROM /EEPROM), което устройство се ползва като цяло вместо универсален сървър с универсална операционна система (ОС) предимно заради подобрени функционални и експлоатационни показатели. Под компютърно устройство обикновено се разбира настолен компютър.
Едноплатков компютър, който се ползва като сървър по мрежата се нарича сървърно устройство (на английски: server appliance) или монолитен сървър.
Друга форма е виртуалното устройство, което функционира подобно на специализирано хардуерно устройство, но се разпространява като инсталация на софтуерна виртуална машина в/у фабрично-окомплектован хардуер, оборудван с виртуален системен монитор (хипервайзор).
Монолитният сървър изпълнява типични услуги на сървър по мрежата: FTP, e-mail, DNS, VPN, защитна стена (firewall), мрежов принтер (print spooling) и др. Системата може да бъде окомплектована с мрежов масив-памет (Network Attached Storage – NAS). Съвременните NAS са обикн. с дисков капацитет 2÷16 TB, като носителите за съхранение на данни варират от хард-дисков масив, до SSD (полупроводниково устройство памет) и фискални модули на постоянна памет.

Едноплатковият компютър е с фиксирана електронна архитектура, която не може да бъде променяна (с добавяне или сваляне на хардуерни модули напр.); не може също да бъде преконфигуриран и преинициализиран впоследствие от потребителя; софтуерът е компилиран в изображение (.iso архивен пакет) и записан на фърмуер върху ROM /PROM /EEPROM. Хардуерът и фърмуерът са инсталирани от производителя, с фабрично-заводска инициализация, откъдето идва широко-популярното наименование на английски: appliance („уред“), по подобие на кухненските уреди, т.е. не подлежи на експлоатационна и сервизна поддръжка от потребителя. На български наименованието монолитен компютър и едноплатков компютър идва от третото поколение микропроцесорни системи с вътрешно-вградена на фърмуер операционна система и приложен софтуер, ползвани като интелигентни контролери за автоматизация на информационни, бизнес и индустриални процеси.
Когато компютърният уред се продава само със супервайзор, върху който може да се инсталира изображение на ОС и приложен фърмуер – уредът се нарича хардуерен уред, ако на фърмуера е записана само ОС, а приложният софтуер може да се променя от потребителя, компютърният уред се нарича софтуерен уред, като за случаите на възможности за инсталиране на различни виртуални ОС и приложения, същият се нарича виртуален уред. Разликата между софтуерен уред и виртуален уред е в организацията на ОС и в начина на интегриране на фърмуера към хардуерната платформа.
Идеята за ползване на сървърен уред вместо стандартен сървър на стандартен софтуер е да се оптимизират експлоатационните показатели на системата:
- бързодействие – значително подобрява бързодействието на работа
- надежност – осигурява по-висока надеждност на експлоатация
- сигурност – позволява рязко подобряване на информационната сигурност
- безотказност – гарантира непрекъснатост на услугата 'пет деветки' (99.999%)

По отношение на функционалност монолитният сървър най-често се ползва като:
медиен сървър – окомплектован с аудио и видео кодеци, протоколи за стрийминг, IP-TV, Voice-on-IP, Video-on-Demand и др. (само програмите за обработка, файловете са на друго място – файл сървър напр.)
хардуерна защита – за организиране на хардуерна защитна стена за обособяване на 'демилитаризирана зона' за корпоративни сървъри
файл-сървър – за съхранение на документация и материали, които не са предвидени за редактиране – като напр. цифров архив на видеотека или филмотека, архив за патенти и др.